# Tänk vilken underbar nåd av Gud
Tänk vilken underbar nåd av Gud är en sång från 1898 med text och musik av Eric Bergquist. Enligt Segertoner 1960 bearbetades texten av Daniel Hallberg. Den bearbetningen är försedd med upphovsrättsligt skydd. 1986 bearbetades texten ytterligare.
Refrängen lyder 

/: Gå, gå, såningsman gå. :/ 

ut att den ädla säden så, 

Gå, gå, såningsman gå! 

alternativt
/: Gå, gå, skördeman gå! :/ 

Se, huru fälten mogna stå! 

Gå, gå, skördeman gå! 

## Publicerad i
- Samlingstoner 1922 som nr 205 under rubriken "Verksamhetssånger".
- Fridstoner 1926 som nr 151 under rubriken "Missionssånger".
- Svensk söndagsskolsångbok 1929 som nr 186 under rubriken "Missionssånger"
- Frälsningsarméns sångbok 1929 som nr 437 under rubriken "Strid och verksamhet - Under striden".
- Musik till Frälsningsarméns sångbok 1930 som nr 437
- Segertoner 1930 som nr 50
- Frälsningsarméns sångbok 1943 som nr 474 under rubriken "Strid".
- Segertoner 1960 som nr 50
- Frälsningsarméns sångbok 1968 som nr 501 under rubriken "Strid Och Verksamhet - Kamp och seger".
- EFS-tillägget 1986 som nr 726 under rubriken "Vittnesbörd – tjänst – mission".
- Psalmer och Sånger 1987 som nr 479 under rubriken "Kyrkan och nådemedlen - Vittnesbörd - tjänst - mission".[2]
- Segertoner 1988 som nr 439 under rubriken "Den kristna gemenskapen - Vittnesbörd - tjänst - mission".[1]
- Frälsningsarméns sångbok 1990 som nr 653 under rubriken "Strid och kallelse till tjänst".
- Verbums psalmbokstillägg 2003 som nummer 734 under rubriken "Vittnesbörd - tjänst - mission".